# 하백부
하백부(河白富, Ha baegbu, ? ~ ?)는 고려국의 무신이다.

## 생애
하의(河義)의 아버지로 벼슬은 흥위위(興威衛) 사정(司正)에 이어 사직(司直)을 역임했으며 종3품의 중현대부(中顯大夫)에 이르렀다.

## 가계
- 아버지 : 하원경(元慶)
  - 아들 : 하의(河義)
    - 손자 :  하보(河保)
      - 증손자 : 하직의(河直漪)
        - 고손자 :하즙(河楫)

## 참고 문헌
- 高麗史
- 萬家譜(19세기)
- 晉陽 河氏 庚辰譜
- 하승무의 晉陽河氏 家門人物硏究